# Xã Cold Spring, Quận Shelby, Illinois
Xã Cold Spring (tiếng Anh: Cold Spring Township) là một xã thuộc quận Shelby, tiểu bang Illinois, Hoa Kỳ. Năm 2010, dân số của xã này là 442 người.